# Роман комиссара Мальтезе
Роман комиссара Мальтезе (итал. Maltese - Il romanzo del Commissario) — итальянский телесериал, выпущенный в 2017 году и транслируемый Rai 1. В главной роли — Ким Росси Стюарт.

## Сюжет
Сюжет сериала основан на реальных событиях, которые переносят зрителя в Сицилию 70-х годов XX века. В центре повествования оказывается комиссар (commissario) Дарио Мальтезе (итал. Dario Maltese). Он расследует дела в Риме, однако вынужден вернуться в Трапани, чтобы продолжить вести особо запутанное дело. После гибели одного из подозреваемых ему ничего не остаётся, как начать искать связи одного преступления с другими. Главный герой находит ниточки, которые способны привести его к разгадке тайны одного из самых громких убийств в Италии семидесятых годов. И улики ведут комиссара Мальтезе прямиком к мафии.